# Maria Papadimitriou
Maria Papadimitriou (Atene, 10 ottobre 1957) è una fotografa greca.
Vive e lavora a Volos, in Grecia.
Ha studiato all'Ecole Nationale des Beaux Arts di Parigi tra il 1981 e il 1986. Attualmente insegna al Dipartimento di Architettura dell'Università di Thessalia.
Nel campo della fotografia ha partecipato a molte esposizioni personali e collettive nell'ultimo decennio, sia in Grecia che all'estero, tra cui:
- 2001: New Trends in International Photography, al Chicago Atheneum Museum of Architecture and Design.
- 2002: Biennale di San Paolo; Manifesta 4 a Francoforte, Germania
- 2003: vince il premio per l'Arte Contemporanea Greca indetto dalla Fondazione Desde.
- 2004: "Temporary Office" alla Fondazione Olivetti a Roma; Mostra personale alla Mirta Demare gallery di Rotterdam, Paesi Bassi
- 2005: Biennale del Paesaggio Mediterraneo di Pescara
- 2009: "Fotografia Europea" a Reggio Emilia  Maria Papadimitriou, su fotografiaeuropea.it (archiviato dall'url originale il 2 maggio 2009).